# Bruno Paul
Pour les articles homonymes, voir Paul.
Bruno Paul, né le 19 janvier 1874 à Seifhennersdorf et mort le 17 août 1968 à Berlin, est connu pour avoir été un architecte allemand précurseur, ainsi que dessinateur satirique, concepteur de meubles, architecte d'intérieur, et professeur.